# Chris Sigaty
Chris Sigaty (ur. 1973) – amerykański producent gier komputerowych, od 1996 roku pracownik Blizzard Entertainment na stanowisku producenta.

## Życiorys
Sigaty studiował na University of Southern California w Los Angeles. Od września 1991 do września 1995 roku służył w marynarce wojennej Stanów Zjednoczonych jako technik kryptologiczny w stopniu młodszego oficera trzeciej klasy.
W kwietniu 1996 roku został zatrudniony w firmie Blizzard Entertainment na stanowisku producenta gier. Jego pierwszą grą był StarCraft, przy której pracował jako tester zapewnienia jakości podczas letniej przerwy w college'u. Następnie podczas pracy nad dodatkiem Brood War został szefem całego zespołu zapewniania jakości (QA). W latach 2002–2003 był głównym producentem gry Warcraft III: Reign of Chaos i dodatku The Frozen Throne, przy których współpracował razem Chrisem Metzenem; następnie od 2007 roku pełnił tę samą funkcję przy produkcji StarCraft II: Wings of Liberty. Potem z kolei był dyrektorem produkcji drugiego epizodu pt. StarCraft II: Heart of the Swarm. Pracował również w mniejszym stopniu nad innymi grami wydanymi przez Blizzard, w tym Diablo II i World of Warcraft. Od czasu zakończenia prac nad pierwszym dodatkiem do SCII został dyrektorem produkcji Heroes of the Storm oraz głównym producentem StarCraft II: Legacy of the Void.
Sigaty jest również członkiem Level 90 Elite Tauren Chieftain (L90ETC), zespołu heavymetalowego składającego się wyłącznie z pracowników Blizzarda i tworzącego muzykę zaczerpniętą z uniwersum Warcrafta, jak również StarCrafta i Diablo. Chris gra w nim na gitarze rytmicznej PRS Guitars lub Gibson Les Paul. Zarówno w zespole, jak i World of Warcraft (w którym się pojawia) nosi pseudonim Sig Nicious.

## Lista gier nad którymi pracował[7]
- Warcraft II: Tides of Darkness (1995)
- Diablo (1996)
- StarCraft (1998)
- StarCraft: Brood War (1998)
- Warcraft II: Battle.net Edition (2000)
- Diablo II (2000)
- Diablo II (Edycja Kolekcjonerska) (2000)
- Warcraft III: Reign of Chaos (2002)
- Warcraft III: The Frozen Throne (2003)
- World of Warcraft (2004)
- World of Warcraft: The Burning Crusade (2007)
- StarCraft II: Wings of Liberty (2010)
- StarCraft II: Heart of the Swarm (2013)
- Hearthstone: Heroes of Warcraft (2014)
- Heroes of the Storm (2015)
- StarCraft II: Legacy of the Void (2015)